# Dolmen d’Alleuzet

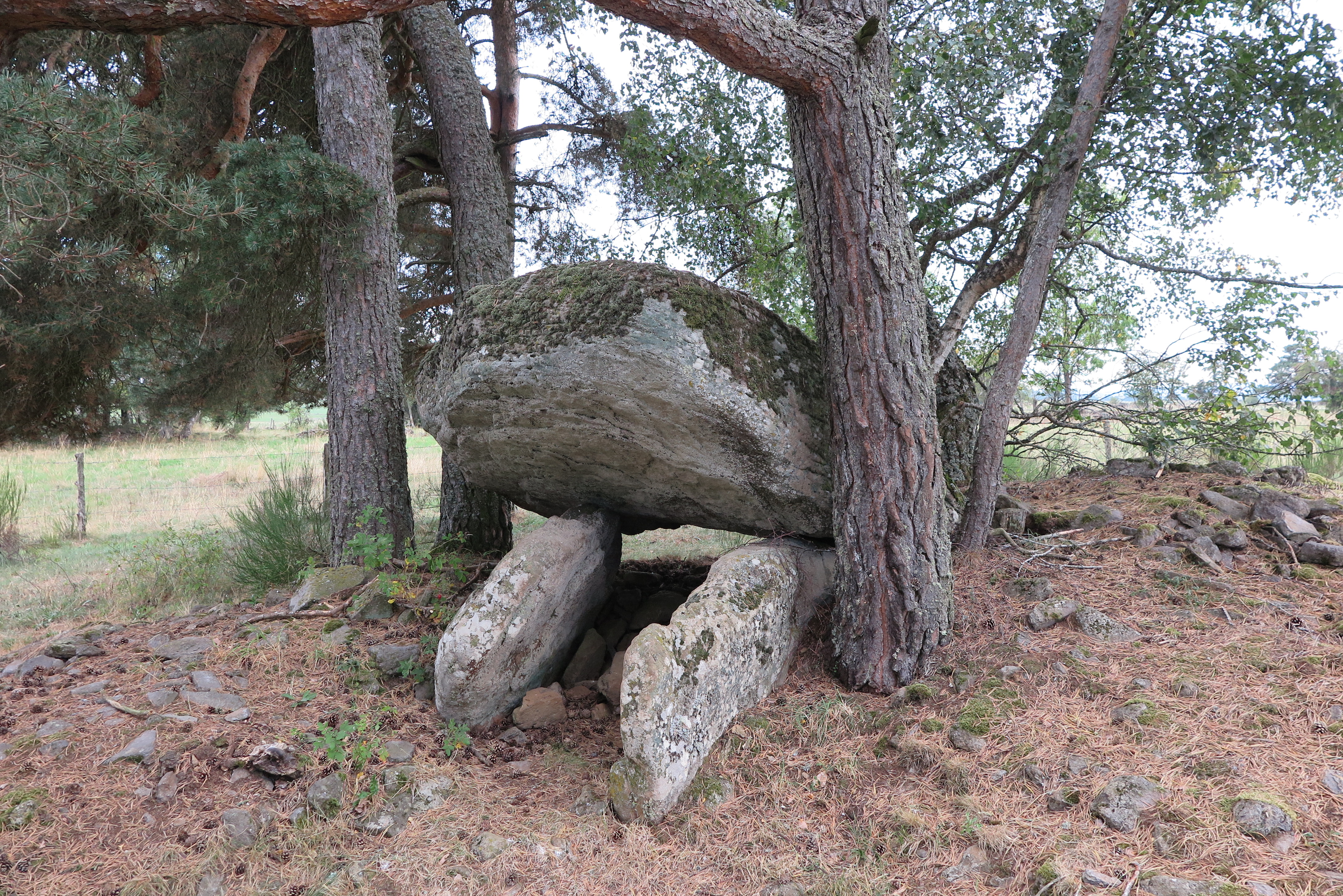
Dolmen d’Alleuzet

Der Dolmen d’Alleuzet (auch Allezet oder Dolmen des Ternes genannt) liegt südwestlich des Weilers Alleuzet in einem kleinen Pinienwald, südlich der Straße D 57, etwa westlich von Les Ternes, südwestlich von Saint-Flour im Département Cantal in Frankreich. Dolmen ist in Frankreich der Oberbegriff für neolithische Megalithanlagen aller Art (siehe: Französische Nomenklatur).
Der Dolmen hat eine über drei Meter lange, dicke Deckenplatte, die schräg auf den beiden kleinen seitlichen Tragsteinen ruht. Der Dolmen liegt in den Resten eines großen Cairns und ist seit 1986 als Monument historique eingestuft.
In der Nähe liegt der Dolmen de la Table du Loup.